# Basecamp
 (novembre 2013).
Basecamp, anciennement 37signals, est une entreprise américaine, fondée en 1999, dont le siège est situé à Chicago.
Le principal produit de la société est Basecamp, un outil Web de gestion de projets lancé en 2004. Le framework Ruby on Rails a été extrait du projet Basecamp.